# Radio Muhabura
Radio Muhabura era una emissora de ràdio del Front Patriòtic Ruandès durant la Guerra Civil ruandesa de 1990 a 1994. Va ser creada el 1991 i emetia des d'Uganda. Va ser la primera alternativa a Radio Rwanda, arribant a tot el sud de Ruanda cap a mitjans de 1992. Va ser registrada per la BBC a partir de 1992. Va promoure la resistència armada al govern "extremista" de Ruanda. En una transmissió d'octubre de 1992 va afirmar que les forces militars del partit del govern havien "ideat trampes destinades a exterminar la joventut". Ja a gener de 1993, mesos abans de l'aparició de RTLM a les ones, Radio Muhabura va acusar el govern ruandès de genocidi. Va negar rutinàriament la implicació del FPR en l'assassinat de civils, i va promoure la resistència contra el "poder hutu", al govern de Habyarimana, i instava als militars a desertar. Va debatre regularment el retorn de la diàspora ruandesa i la creació d'un nou govern.
Tot i que la RTLM pro-hutu (que es va convertir en un instrument incitador del genocidi ruandès de 1994) va ser escoltada arreu del país, Radio Muhabura tenia un públic molt més petit, probablement perquè va emetre en anglès en lloc de Kinyarwanda, i la seva contribució a la guerra civil ruandesa no és tan àmpliament discutida.
L'existència de Radio Muhabura va ser citada com a part de la defensa en el judici Ferdinand Nahimana al Tribunal Penal Internacional per a Ruanda.